# 吉野郵便局 (徳島県)
吉野郵便局（よしのゆうびんきょく）は徳島県阿波市にある郵便局。民営化前の分類では集配特定郵便局であった（現在は集配機能を廃止）。

## 概要
住所：〒771-1402 徳島県阿波市吉野町西条岡ノ川原158-1

## 沿革
- 1903年（明治36年）12月10日 - 一条（いちじょう）郵便受取所として開設[1]。
- 1905年（明治38年）4月1日 - 一条郵便局（三等）となる。
- 1958年（昭和33年）4月1日 - 吉野郵便局に改称[2]。
- 1968年（昭和43年）2月11日 - 柿原郵便局から和文電報配達業務を移管。
- 1973年（昭和48年）7月18日 - 電話交換業務を板野電報電話局に移管。
- 2007年（平成19年）10月1日 - 民営化に伴い、併設された郵便事業鴨島支店吉野集配センターに一部業務を移管。
- 2012年（平成24年）10月1日 - 日本郵便株式会社発足に伴い、郵便事業鴨島支店吉野集配センターを吉野郵便局に統合。
- 2019年（平成31年）2月18日 - 集配業務を鴨島郵便局に移管。

## 取扱内容
- 郵便、印紙、ゆうパック、内容証明
- 貯金、為替、振替、振込、国際送金、国債、投資信託
- 生命保険、バイク自賠責保険
- ゆうちょ銀行ATM

## 周辺
- 阿波市立一条小学校
- 吉野川

## アクセス
- 徳島自動車道 土成ICから南東へ約4.5km
- 駐車場あり：2台